# Herbert Montagu-Douglas-Scott
Lord Herbert Andrew Montagu-Douglas-Scott CMG (ur. 30 listopada 1872 w Londynie, zm. 17 czerwca 1944 w Winchesterze) - młodszy syn Williama Montagu-Douglasa-Scotta, 6. księcia Buccleuch, i lady Louisy Jane Hamilton, córki 1. księcia Abercorn.
Walczył podczas wojen burskich, gdzie uzyskał stopień kapitana 3 batalionu Royal Scots (regiment z Lothian) i został odznaczony Distinguished Service Order (D.S.O.) w 1901 r. Później otrzymał rangę podpułkownika Irish Guards.
Walczył podczas I wojny światowej, gdzie dowodził 1 Londyńskim Regimentem. Został wspomniany w rozkazie dziennym. W 1916 został Kawalerem Orderu Św. Michała i Św. Jerzego oraz Oficerem Legii Honorowej.
W latach powojennych pełnił funkcję zastępcy Lorda Namiestnika Londynu. Należał do Królewskiej Kompanii Łuczników i stowarzyszenia Gentelmen-at-Arms. Wchodził w skład zarządu Rolls-Royce'a. Został mianowany Rycerzem Sprawiedliwości Zakonu Świętego Jana Jerozolimskiego.
30 kwietnia 1903 r. w Belvoir Castle, lord Herbert poślubił Marie Josephine Edwards (1890 - 15 lutego 1965, córkę Jamesa Edwardsa. Herbert i Marie mieli razem syna i dwie córki:
- Claud Andrew Montagu-Douglas-Scott (13 lipca 1906 - 24 stycznia 1971), pułkownik, weteran II wojny światowej, odznaczony Distinguished Service Order. Ożenił się z lady Victorią Doris Rachel Haig i miał z nią syna i córkę. Po rozwodzie ożenił się ponownie z Zalią Snagge i miał z nią jednego syna:
- Marian Louisa Montagu-Douglas-Scott (16 czerwca 1908 - 11 grudnia 1996), żona pułkownika Andrew Henry'ego Fergusona i marszałka RAF-u sir Thomasa Walkera Elmhirsta. Jest matką min. majora Ronalda Ivora Fergusona
- Patricia Katherine Montagu-Douglas-Scott (ur. 9 października 1910), żona podpułkownika Waltera Douglasa Faulknera, podpułkownika Davida Scrymgeoura-Wedderburna i Henry'ego Jamesa Scrymgeoura-Wedderburna, 11. hrabiego Dundee